# Francisco Madero (Buenos Aires)
Francisco Madero es una localidad del partido de Pehuajó, provincia de Buenos Aires, Argentina.

## Toponimia
Su nombre es en honor al vicepresidente argentino Francisco Bernabé Madero.

## Población
Cuenta con 1,389 habitantes (Indec, 2010), lo que representa un Descenso del 2,7% frente a los 1,428 habitantes (Indec, 2001) del censo anterior. A partir de las inundaciones de 1987, año en que llegó a tener 3000 habitantes, el pueblo fue vaciándose.
| Gráfica de evolución demográfica de Francisco Madero entre 1980 y 2010 |
|                                                                        |
| Fuente: Censos nacionales del INDEC                                    |

## Ubicación geográfica
Se encuentra ubicado en el kilómetro 384 de la Ruta Nacional 5. Su altitud es de 88,1 m s. n. m.
35° 52′ Latitud Sur - 62° 3′ Longitud Oeste.
Las distancias con los poblados más cercanos son: 22 km a Pehuajó, 21 km a Juan José Paso y 65 km a Trenque Lauquen.

## Iglesia Nuestra Señora de la Merced
La iglesia Nuestra Señora de la Merced fue fundada por Raimundo Salazar. El 8 de septiembre de 1900 se celebró la primera misa. Fue declarada en 1989 Monumento Histórico municipal de Pehuajó.

## Vida social y deportiva
El pueblo cuenta con el Olimpo Unión Club, fundado en 1939, que está frente a la plaza del pueblo, en la dirección Dardo Rocha e Hipólito Yrigoyen. También el Club Atlético Maderense es otra institución deportiva, dedicada principalmente al fútbol y cuyo campo de deportes se encuentra a pocas cuadras de su sede social.

## Personalidades destacadas
- Franco Cangele, futbolista.